# The Hurt Locker
(Tagline del film)
The Hurt Locker è un film del 2008 diretto da Kathryn Bigelow e scritto dal giornalista Mark Boal. Il film è incentrato su un gruppo di artificieri e sminatori dell'esercito statunitense in missione in Iraq.
Il film è stato presentato in anteprima alla 65ª Mostra internazionale d'arte cinematografica di Venezia nel settembre 2008 ed è stato distribuito nelle sale italiane il 10 ottobre dello stesso anno con scarsi risultati al botteghino. Ha inoltre vinto 6 Premi Oscar nel 2010, in particolare quello per il miglior film. Nel 2020 è stato selezionato per la conservazione nel National Film Registry della Biblioteca del Congresso degli Stati Uniti.
Il titolo del film è una locuzione presente nel gergo militare americano usata per descrivere un luogo particolarmente rischioso in cui i risvolti sono imprevedibili. Il termine può anche indicare "l'essere feriti in un'esplosione". Allo stesso tempo, l'''hurt locker'' ("armadietto del dolore") è la cassetta in cui vengono messi gli oggetti dei militari, e il termine viene usato anche in senso simbolico per indicare il posto in cui vanno messi i sensi di colpa per non provare più dolore nei momenti di sconforto.

## Trama
In Iraq, una squadra di artificieri dell'esercito americano, specializzata nel neutralizzare ogni tipo di ordigno esplosivo, si avventura in una delle tante città irachene colpite dalla guerra. Ognuno dei soldati è preparato per ogni tipo di situazione di pericolo ed affronta a proprio modo il possibile pericolo, lo stress e la paura di un attacco a sorpresa, in un luogo dove ogni oggetto o veicolo potrebbe rivelarsi una minaccia per i soldati americani.
Il sergente Will James è il caposquadra di un'unità di artificieri, formata dal sergente Sanborn e dal soldato Eldridge, che prima era comandata dal collega Thompson, morto in seguito all'esplosione di un ordigno iracheno. I tre affrontano numerose missioni e fronteggiano molti pericoli insieme, uniti dal profondo legame proprio dei soldati in battaglia, talvolta arrivando anche a scontrarsi tra loro per via del carattere di James, coraggioso ma spavaldo e incurante dei pericoli, contrapposto a quello dei due compagni, molto più cauti e razionali.
A pochi giorni dal congedo, Sanborn e James salvano Eldridge da due guerriglieri iracheni che lo avevano stordito e rapito, ma nel salvataggio James lo ferisce per errore ad una gamba. Il giovane soldato tornerà negli Stati Uniti per ricevere le cure prima della fine del turno di servizio nutrendo grande rabbia verso il suo caposquadra, reo secondo lui di non aver pensato all'incolumità della sua squadra e di aver voluto assecondare la sua sete di adrenalina, ormai degenerata in follia.
A due giorni dalla fine del turno, Sanborn e James si salvano per miracolo dall'esplosione di un ordigno attaccato ad un uomo iracheno, e riflettono sulle loro vite e sul fatto che quello che separa la vita dalla morte è un filo invisibile, e che ogni volta che escono in missione "lanciano un dado e vedono come va a finire".
Una volta tornato a casa il sergente James ritrova la moglie e il figlio di pochi mesi, ma la vita quotidiana non fa più per lui: si rende conto di essere inadatto alla vita civile.
Il film si chiude con l'immagine di James che, con uno sguardo apparentemente appagato, si appresta a disinnescare una bomba, in completa tenuta da artificiere, durante il primo dei 365 giorni del suo nuovo turno in Iraq.

## Accoglienza
Il film fu accolto molto bene dalla critica, in particolare dal critico Roger Ebert che lo ha inserito al secondo posto nella sua personale classifica dei migliori film dei XXI secolo dietro Synecdoche, New York.
Nelle sale ebbe un riscontro molto al di sotto delle aspettative. Gli incassi mondiali sono stati di circa 50 milioni di dollari, di cui poco più di 17 milioni negli Usa, a fronte di un budget di 15 milioni di dollari.

## Riconoscimenti
- 2010 - Premio Oscar
  - Miglior film a Kathryn Bigelow, Mark Boal, Nicolas Chartier e Greg Shapiro
  - Miglior regista a Kathryn Bigelow
  - Miglior sceneggiatura originale a Mark Boal
  - Miglior montaggio a Chris Innis e Bob Murawski
  - Miglior sonoro a Paul N.J. Ottosson e Ray Beckett
  - Miglior montaggio sonoro a Paul N.J. Ottosson
  - Candidatura come miglior attore protagonista a Jeremy Renner
  - Candidatura come miglior fotografia a Barry Ackroyd
  - Candidatura come miglior colonna sonora a Marco Beltrami e Buck Sanders
- 2010 - Golden Globe
  - Candidatura come miglior film drammatico
  - Candidatura come migliore regia a Kathryn Bigelow
  - Candidatura come migliore sceneggiatura a Mark Boal

- 2010 - Premio BAFTA
  - Miglior film a Kathryn Bigelow, Mark Boal, Nicolas Chartier e Greg Shapiro
  - Miglior regia a Kathryn Bigelow
  - Miglior sceneggiatura originale a Mark Boal
  - Miglior fotografia a Barry Ackroyd
  - Miglior montaggio a Bob Murawski e Chris Innis
  - Miglior sonoro a Paul N.J. Ottosson, Ray Beckett e Craig Stauffer
  - Candidatura come miglior attore protagonista a Jeremy Renner
  - Candidatura ai migliori effetti speciali a Richard Stutsman
- 2010 - Critics' Choice Movie Award
  - Miglior film
  - Miglior regia a Kathryn Bigelow
  - Candidatura come miglior film d'azione
  - Candidatura come miglior attore protagonista a Jeremy Renner
  - Candidatura come miglior sceneggiatura originale a Mark Boal
  - Candidatura come miglior fotografia a Barry Ackroyd
  - Candidatura come miglior montaggio a Bob Murawski e Chris Innis
  - Candidatura come miglior sonoro
- 2009 - National Board of Review Award
  - Migliori dieci film
  - Miglior performance rivelazione maschile a Jeremy Renner
- 2010 - Kansas City Film Critics Circle Award
  - Miglior regia a Kathryn Bigelow
- 2008 - Festival di Venezia
  - Candidatura come Leone d'Oro a Kathryn Bigelow
- 2009 - Los Angeles Film Critics Association Award
  - Miglior film
  - Miglior regia a Kathryn Bigelow
- 2009 - Satellite Award
  - Miglior film drammatico
  - Miglior regia a Kathryn Bigelow
  - Miglior attore in un film drammatico a Jeremy Renner
  - Miglior montaggio a Bob Murawski e Chris Innis
  - Candidatura come Miglior sceneggiatura originale a Mark Boal
- 2010 - Screen Actors Guild Award
  - Candidatura come Miglior cast
  - Candidatura come miglior attore protagonista a Jeremy Renner
- 2009 - New York Film Critics Circle Award
  - Miglior film
  - Miglior regista a Kathryn Bigelow
  - Candidatura come miglior attore protagonista a Jeremy Renner
- 2009 - AFI Award
  - Miglior film a Kathryn Bigelow, Mark Boal, Nicolas Chartier e Greg Shapiro
- 2010 - Saturn Award
  - Candidatura come miglior film d'azione/di avventura/thriller
  - Candidatura come miglior regia a Kathryn Bigelow
- 2010 - Amanda Award
  - Candidatura come Miglior film straniero a Kathryn Bigelow
- 2010 - American Cinema Editors
  - Miglior montaggio a Chris Innis e Bob Murawski
- 2010 - American Society of Cinematographers
  - Candidatura come Migliore fotografia a Barry Ackroyd
- 2010 - Art Directors Guild
  - Migliore scenografia a Karl Júlíusson, David Bryan, Jaber, Sana'A, Ibrahim Nadeer, Samir Zaidan e Amin Charif El Masri
- 2009 - Austin Film Critics Association
  - Miglior film
  - Migliore regia a Kathryn Bigelow
  - Migliore fotografia a Barry Ackroyd
- 2011 - Awards of the Japanese Academy
  - Candidatura come miglior film straniero
- 2010 - Black Reel Award
  - Miglior attore non protagonista a Anthony Mackie
- 2010 - Bodil Award
  - Candidatura come Miglior film a Kathryn Bigelow
- 2009 - Boston Society of Film Critics Award
  - Miglior film
  - Miglior regia a Kathryn Bigelow
  - Miglior attore protagonista a Jeremy Renner
  - Miglior fotografia a Barry Ackroyd
  - Miglior montaggio a Bob Murawski e Chris Innis
- 2009 - British Independent Film Award
  - Candidatura come Miglior film straniero
- 2009 - British Society of Cinematographers
  - Migliore fotografia a Barry Ackroyd
- 2008 - Camerimage
  - Candidatura come Rana d'Oro a Barry Ackroyd
- 2009 - Independent Spirit Award
  - Candidatura come miglior attore protagonista a Jeremy Renner
  - Candidatura come miglior attore non protagonista a Anthony Mackie
- 2010 - Irish Film and Television Award
  - Miglior film internazionale
- 2009 - Las Vegas Film Critics Society Award
  - Miglior film
  - Miglior regia a Kathryn Bigelow
  - Miglior attore protagonista a Jeremy Renner
  - Miglior fotografia a Barry Ackroyd
  - Miglior montaggio a Bob Murawski e Chris Innis
- 2010 - Directors Guild of America
  - DGA Award a Kathryn Bigelow, Tony Mark, David Ticotin e Lee Cleary (Assistenti Registi)
- 2009 - Southeastern Film Critics Association Award
  - Miglior regia a Kathryn Bigelow
  - Candidatura come miglior film
  - Candidatura come miglior attore protagonista a Jeremy Renner
- 2010 - Writers Guild of America
  - WGA Award a Mark Boal

- 2010 - Casting Society of America
  - Miglior casting a Mark Bennett
- 2010 - Central Ohio Film Critics Association Award
  - Miglior film
- 2010 - Chicago Film Critics Association Award
  - Miglior film
  - Miglior regia a Kathryn Bigelow
  - Miglior attore protagonista a Jeremy Renner
  - Miglior sceneggiatura originale a Mark Boal
  - Miglior montaggio a Bob Murawski e Chris Innis
- 2010 - Chlotrudis Award
  - Miglior film
  - Candidatura come Miglior attore protagonista a Jeremy Renner
  - Candidatura come Miglior attore non protagonista a Anthony Mackie
  - Candidatura come Migliore sceneggiatura originale a Mark Boal
- 2010 - Cinema Audio Society
  - Miglior sonoro a Paul N. J. Ottosson e Ray Beckett
- 2009 - Dallas-Fort Worth Film Critics Association Award
  - Candidatura come Miglior film
  - Candidatura come Migliore regia a Kathryn Bigelow
  - Candidatura come Miglior attore protagonista a Jeremy Renner
  - Candidatura come Migliore fotografia a Barry Ackroyd
- 2010 - Empire Award
  - Candidatura come miglior film
  - Candidatura come miglior thriller
  - Candidatura come miglior regia a Kathryn Bigelow
- 2010 - Evening Standard British Film Award
  - Miglior fotografia a Barry Ackroyd
- 2010 - Gotham Award
  - Miglior film
  - Miglior cast
  - Candidatura come Miglior rivelazione a Jeremy Renner
- 2009 - Hollywood Film Festival
  - Miglior attore a Jeremy Renner
- 2010 - Image Award
  - Miglior attore non protagonista a Anthony Mackie
- 2010 - London Critics Circle Film Award
  - Regista dell'anno a Kathryn Bigelow
  - Candidatura come Film dell'anno
- 2010 - Motion Picture Sound Editors
  - Candidatura come miglior montaggio sonoro
  - Candidatura come Miglior montaggio sonoro (Dialoghi)
- 2009 - Nantucket Film Festival
  - Migliore sceneggiatura a Mark Boal
- 2010 - National Society of Film Critics Award
  - Miglior film
  - Migliore regia a Kathryn Bigelow
  - Miglior attore protagonista a Jeremy Renner
  - Candidatura come Migliore fotografia a Barry Ackroyd
- 2010 - Online Film Critics Society Award
  - Miglior film
  - Migliore regia a Kathryn Bigelow
  - Miglior attore protagonista a Jeremy Renner
  - Miglior montaggio a Bob Murawski e Chris Innis
  - Candidatura come Miglior attore non protagonista a Anthony Mackie
  - Candidatura come Migliore sceneggiatura originale a Mark Boal
  - Candidatura come Migliore fotografia a Barry Ackroyd
- 2010 - PEN Center USA West Literary Award
  - Candidatura come Migliore sceneggiatura a Mark Boal
- 2010 - PGA Award
  - Migliori produttori dell'anno a Kathryn Bigelow, Mark Boal, Nicolas Chartier e Greg Shapiro
- 2010 - Palm Springs International Film Festival
  - Miglior performance rivelazione a Jeremy Renner
- 2009 - San Diego Film Critics Society Award
  - Candidatura come Migliore regia a Kathryn Bigelow
  - Candidatura come Miglior attore protagonista a Jeremy Renner
- 2009 - San Francisco Film Critics Circle
  - Miglior film
  - Migliore regia a Kathryn Bigelow
- 2010 - Santa Barbara International Film Festival
  - Migliore regia a Kathryn Bigelow
- 2009 - Seattle International Film Festival
  - Miglior regia a Kathryn Bigelow
- 2010 - Teen Choice Award
  - Candidatura come Miglior attore protagonista a Jeremy Renner
- 2009 - Toronto Film Critics Association Award
  - Miglior regia a Kathryn Bigelow
  - Candidatura come Miglior film
- 2010 - Vancouver Film Critics Circle
  - Miglior regia a Kathryn Bigelow
  - Candidatura come Miglior film
- 2008/2009 - Festival di Venezia
  - Premio Gucci a Mark Boal (2009)
  - Candidatura come Premio per i diritti umani a Kathryn Bigelow
  - Candidatura come SIGNIS Award a Kathryn Bigelow
  - Candidatura come Sergio Trasatti Award a Kathryn Bigelow
  - Candidatura come Young cinema award a Kathryn Bigelow
  - Candidatura come Leone d'Oro a Kathryn Bigelow
- 2010 - Washington DC Area Film Critics Association Award
  - Miglior regia a Kathryn Bigelow
  - Miglior cast
  - Candidatura come Miglior film
  - Candidatura come Miglior attore protagonista a Jeremy Renner
  - Candidatura come Miglior performance rivelazione a Jeremy Renner
  - Candidatura come Miglior attore non protagonista a Anthony Mackie
  - Candidatura come Migliore sceneggiatura originale a Mark Boal

Nel 2020 è stato scelto per la conservazione nel National Film Registry della Biblioteca del Congresso degli Stati Uniti